# Agnieszka Turska-Kawa
Agnieszka Joanna Turska-Kawa (ur. 1983) – polska politolożka, doktor habilitowana nauk społecznych, adiunkt i dyrektorka Instytutu Nauk Politycznych Wydziału Nauk Społecznych Uniwersytetu Śląskiego.

## Życiorys
Jest absolwentką dwóch kierunków w Uniwersytecie Śląskim – politologii  (2006) oraz psychologii (2007). 13 lipca 2010 obroniła napisaną pod kierunkiem Iwony Jakubowskiej-Branickiej oraz Stanisława Michalczyka pracę doktorską Poczucie alienacji a użytkowanie mediów. 29 września 2015 habilitowała się na podstawie pracy zatytułowanej Determinanty chwiejności wyborczej. Objęła funkcję adiunktki oraz dyrektorki w Instytucie Nauk Politycznych na Wydziale Nauk Społecznych Uniwersytetu Śląskiego.
Od 2009 jest prezeską Towarzystwa Inicjatyw Naukowych, członkinią zarządu katowickiego oddziału Polskiego Towarzystwa Nauk Politycznych. Jest laureatką konkursu organizowanego przez Polskie Towarzystwo Komunikacji Społecznej na najlepszy doktorat 2010 roku.